# Томпсонвил (Пенсилванија)
Томпсонвил (енгл. Thompsonville) насељено је место без административног статуса у америчкој савезној држави Пенсилванија.

## Демографија
По попису из 2010. године број становника је 3.520, што је 72 (-2,0%) становника мање него 2000. године.
| Група             | 2000.         | 2010.         |
| Белци             | 3.505 (97,6%) | 3.393 (96,4%) |
| Афроамериканци    | 12 (0,3%)     | 23 (0,7%)     |
| Азијати           | 29 (0,8%)     | 35 (1,0%)     |
| Хиспаноамериканци | 25 (0,7%)     | 51 (1,4%)     |
| Укупно            | 3.592         | 3.520         |